# Calamus nagbettai
Calamus nagbettai är en enhjärtbladig växtart som beskrevs av R.R.Fernald och Dey. Calamus nagbettai ingår i släktet Calamus och familjen Arecaceae. Inga underarter finns listade i Catalogue of Life.